# Bamunka (Ndop)
Pour les articles homonymes, voir Bamunka.
Bamunka est une localité de la commune de Ndop (Ndop Council) au Cameroun, située dans la région du Nord-Ouest et le département de Ngo-Ketunjia. C'est aussi le siège d'une chefferie traditionnelle de 2e degré.

## Population
Lors du recensement de 2005, elle comptait 15 945 habitants.
On y parle le bamunka, une langue des Grassfields.

### Filmographie
- (en) The Al-Hadji and his wives, film documentaire réalisé par Jie Li, Documentary Educational Resources, Watertown, Mass., 2009, 50 min (tourné en 2006 à Bamunka en langue bamunka)